# Paspalum equitans
Paspalum equitans är en gräsart som beskrevs av Carl Christian Mez. Paspalum equitans ingår i släktet tvillinghirser, och familjen gräs. Inga underarter finns listade i Catalogue of Life.